# Список видань книжкової серії «Життя чудових людей» (Павленков)
Цей список включає всі видання серії «Життя чудових людей», яка була започаткована 1890 року російським видавцем Флорентієм Павленковим.
Останній оригінальний випуск серії вийшов 1907 року, а перевидання окремих випусків продовжували виходити до 1924 року.
Біографічна бібліотека Ф. Павленкова налічує 245 томів (випусків): 195 оригінальних видань та 50 перевидань.

## Список видань
Номера випусків книгам серії не присвоювались.
Випуски у списку нижче розташовані у порядку перелічення їх оригінальних номерів у «Каталозі ЖЗЛ. 1890—2010».

### 1890—1899
За життя Флорентія Павленкова (пом. 8[20] січня 1900), вийшло 209 випусків (порядкові номери 1—209 за «Каталогом ЖЗЛ. 1890—2010»). Після смерті Павленкова виходили перевидання окремих випусків, що вийшли за життя видавця, а також було видано кілька нових.
Імена та прізвища героїв випусків наводяться у сучасному написанні.
1. Биков О. О. Ігнатій Лойола: Його життя та громадська діяльність. — 1890. — 106 с. — ??? прим. (рос.)
  - Перевидання: 2-е (1894)
2. Паєвська А. М.  — 1891. — 96 с. — 8100 прим. Архівовано з джерела 26 серпня 2021 (рос.)
  - Перевидання: 2-е (1893)
3. Абрамов Я. В.  — 1891. — 96 с. — 8100 прим. Архівовано з джерела 26 серпня 2021 (рос.)
4. Абрамов Я. В.  — 1891. — 80 с. — 8100 прим. Архівовано з джерела 26 серпня 2021 (рос.)
5. Абрамов Я. В.  — 1891. — 80 с. — 8100 прим. Архівовано з джерела 26 серпня 2021 (рос.)
6. Абрамов Я. В.  — 1891. — 96 с. — 8100 прим. Архівовано з джерела 26 серпня 2021 (рос.)
7. Александров М. М.  — 1891. — 80 с. — 8100 прим. Архівовано з джерела 26 серпня 2021 (рос.)
8. Анненська О. М.[ru].  — 1891. — 96 с. — 8100 прим. Архівовано з джерела 26 серпня 2021 (рос.)
  - Перевидання: 2-е (1894) • 3-є (1903) • 4-е (1910) • 5-е (1914)
9. Базунов С. О.  — 1891. — 96 с. — 8100 прим. Архівовано з джерела 26 серпня 2021 (рос.)
10. Барро М. В.  — 1891. — 80 с. — 8100 прим. Архівовано з джерела 26 серпня 2021 (рос.)
11. Бриліант С. М. Іван Крилов: Його життя та літературна діяльність. — 1891. — 88 с. — 8100 прим. (рос.)
  - Перевидання: 2-е (1901)
12. Бриліант С. М.  — 1891. — 96 с. — 8100 прим. Архівовано з джерела 26 серпня 2021 (рос.)
13. Бриліант С. М.  — 1891. — 80 с. — 8100 прим. Архівовано з джерела 26 серпня 2021 (рос.)
14. Бриліант С. М.  — 1892. — 94 с. — 8100 прим. Архівовано з джерела 26 серпня 2021 (рос.)
15. Биков О. О.  — 1891. — 112 с. — 8100 прим. Архівовано з джерела 26 серпня 2021 (рос.)
  - Перевидання: 2-е (1902)
16. Ватсон М. В.  — 1891. — 96 с. — ??? прим. Архівовано з джерела 26 серпня 2021 (рос.)
  - Перевидання: 2-е (1902)
17. Ватсон Е. К.[ru].  — 1891. — 94 с. — ??? прим. Архівовано з джерела 26 серпня 2021 (рос.)
  - Перевидання: 2-е (1893)
18. Вязигін А. С.  — 1891. — 104 с. — ??? прим. Архівовано з джерела 26 серпня 2021 (рос.)
19. Давидова Л. К.  — 1891. — 80 с. — 8100 прим. Архівовано з джерела 26 серпня 2021 (рос.)
20. Давидова М. А. Вольфганг Амадей Моцарт: Його життя та музична діяльність. — 1891. — 72 с. — 8100 прим. (рос.)
  - Перевидання: 2-е (1902)
21. Каменський А. В.  — 1891. — 88 с. — 8100 прим. Архівовано з джерела 26 серпня 2021 (рос.)
22. Каменський А. В.  — 1891. — 96 с. — 8100 прим. Архівовано з джерела 26 серпня 2021 (рос.)
23. Каменський А. В. Томас Алва Едісон і Семюел Морзе: Їх життя та науково-практична діяльність. — 1891. — 80 с. — 8100 прим. (рос.)
24. Карягін К. М.  — 1891. — 80 с. — 8100 прим. Архівовано з джерела 26 серпня 2021 (рос.)
  - Перевидання: 2-е (1897)
25. Карягін К. М.  — 1891. — 80 с. — 8100 прим. Архівовано з джерела 26 серпня 2021 (рос.)
  - Перевидання: 2-е (1897) • 3-є (1904)
26. Коропчевський Д. А.[ru].  — 1891. — 80 с. — 8100 прим. Архівовано з джерела 26 серпня 2021 (рос.)
27. Кривенко С. М.[ru].  — 1891. — 112 с. — 8100 прим. Архівовано з джерела 26 серпня 2021 (рос.)
  - Перевидання: 2-е (1896) • 3-є (1914)
28. Литвинова Є. Ф.[ru].  — 1891. — 80 с. — 8100 прим. Архівовано з джерела 26 серпня 2021 (рос.)
29. Литвинова Є. Ф.  — 1891. — 80 с. — 8100 прим. Архівовано з джерела 26 серпня 2021 (рос.)
30. Мякотін В. О.  — 1891. — 98 с. — 8100 прим. Архівовано з джерела 26 серпня 2021 (рос.)
31. Огарков В. В.[ru].  — 1891. — 96 с. — ??? прим. Архівовано з джерела 26 серпня 2021 (рос.)
32. Огарков В. В.  — 1891. — 96 с. — 8100 прим. Архівовано з джерела 26 серпня 2021 (рос.)
33. Паєвська А. М.  — 1891. — 80 с. — 8100 прим. Архівовано з джерела 26 серпня 2021 (рос.)
34. Полнер Т. І.[ru].  — 1891. — 96 с. — 8100 прим. Архівовано з джерела 26 серпня 2021 (рос.)
35. Порозовська Б. Д.  — 1891. — 104 с. — 8100 прим. Архівовано з джерела 26 серпня 2021 (рос.)
  - Перевидання: 2-е (1899)
36. Предтеченський Є. О.  — 1891. — 96 с. — 8100 прим. Архівовано з джерела 26 серпня 2021 (рос.)
  - Перевидання: 2-е (1897)
37. Предтеченський Є. О.  — 1891. — 96 с. — 8100 прим. Архівовано з джерела 26 серпня 2021 (рос.)
38. Протопопов М. О.[ru]. Віссаріон Бєлінський: Його життя та літературна діяльність. — 1891. — 96 с. — ??? прим. (рос.)
  - Перевидання: 2-е (1894)
39. Святловський В. В.  — 1891. — 80 с. — 8100 прим. Архівовано з джерела 26 серпня 2021 (рос.)
40. Скабичевський О. М. Михайло Лермонтов: Його життя та літературна діяльність. — 1891. — 100 с. — 8100 прим. (рос.)
  - Перевидання: 2-е (1905) • 3-є (1912)
41. Скабичевський О. М.  — 1891. — 80 с. — 8100 прим. Архівовано з джерела 26 серпня 2021 (рос.)
  - Перевидання: 2-е (1897) • 3-є (1897) • 4-е (1909) • 5-е (1914)
42. Сліозберг Г. Б.[ru].  — 1891. — 72 с. — 8100 прим. Архівовано з джерела 26 серпня 2021 (рос.)
43. Соловйов Є. А.[ru].  — 1891. — 114 с. — 8100 прим. Архівовано з джерела 26 серпня 2021 (рос.)
44. Соловйов Є. А.  — 1891. — 96 с. — 8100 прим. Архівовано з джерела 26 серпня 2021 (рос.)
  - Перевидання: 2-е (1898) • 3-є (1912)
45. Тихонов О. О.[ru].  — 1891. — 80 с. — 8100 прим. Архівовано з джерела 26 серпня 2021 (рос.)
46. Туган-Барановський М. І.  — 1891. — 80 с. — 8100 прим. Архівовано з джерела 26 серпня 2021 (рос.)
47. Фаусек В. А.  — 1891. — 80 с. — 8100 прим. Архівовано з джерела 26 серпня 2021 (рос.)
48. Філіппов М. М.  — 1891. — 78 с. — ??? прим. Архівовано з джерела 27 серпня 2021 (рос.)
  - Перевидання: 2-е (1902)
49. Філіппов М. М.  — 1891. — 96 с. — 8000 прим. Архівовано з джерела 27 серпня 2021 (рос.)
50. Філіппов М. М.  — 1891. — 80 с. — 8100 прим. Архівовано з джерела 27 серпня 2021 (рос.)
51. Холодковський М. О.[ru].  — 1891. — 96 с. — 8100 прим. Архівовано з джерела 27 серпня 2021 (рос.)
  - Перевидання: 2-е (1902)
52. Цомакіон А. І. Іван Крамськой: Його життя та художня діяльність (1837-1887). — 1891. — 96 с. — 8100 прим. (рос.)
53. Енгельгардт М. О.  — 1891. — 96 с. — 8100 прим. Архівовано з джерела 27 серпня 2021 (рос.)
  - Перевидання: 2-е (1900)
54. Енгельгардт М. О.  — 1891. — 92 с. — 8100 прим. Архівовано з джерела 27 серпня 2021 (рос.)
  - Перевидання: 2-е (1894)
55. Енгельгардт М. О.  — 1891. — 96 с. — 8100 прим. Архівовано з джерела 27 серпня 2021 (рос.)
  - Перевидання: 2-е (1893)
56. Енгельгардт М. О. Антуан Лоран Лавуазьє: Його життя та наукова діяльність. — 1891. — 80 с. — 8100 прим. (рос.)
57. Енгельгардт М. О.  — 1891. — 80 с. — 8100 прим. Архівовано з джерела 27 серпня 2021 (рос.)
58. Яковенко В. І.  — 1891. — 88 с. — 8100 прим. Архівовано з джерела 27 серпня 2021 (рос.)
59. Яковенко В. І.  — 1891. — 88 с. — 8100 прим. Архівовано з джерела 27 серпня 2021 (рос.)
60. Яковенко В. І.  — 1891. — 112 с. — 8100 прим. Архівовано з джерела 27 серпня 2021 (рос.)
61. Абрамов Я. В.  — 1892. — 80 с. — 8100 прим. Архівовано з джерела 27 серпня 2021 (рос.)
62. Александров М. М.  — 1892. — 96 с. — 8100 прим. Архівовано з джерела 27 серпня 2021 (рос.)
  - Перевидання: 2-е (1904)
63. Анненська О. М.  — 1892. — 80 с. — 8100 прим. Архівовано з джерела 27 серпня 2021 (рос.)
64. Анненська О. М.  — 1892. — 80 с. — 8100 прим. Архівовано з джерела 27 серпня 2021 (рос.)
65. Антоновський Ю. М.[ru].  — 1891. — 80 с. — 8100 прим. Архівовано з джерела 27 серпня 2021 (рос.)
66. Базунов С. О.  — 1892. — 78 с. — ??? прим. Архівовано з джерела 27 серпня 2021 (рос.)
67. Барро М. В.  — 1892. — 78 с. — 8100 прим. Архівовано з джерела 27 серпня 2021 (рос.)
68. Барро М. В.  — 1892. — 80 с. — 8100 прим. Архівовано з джерела 27 серпня 2021 (рос.)
69. Бахтіаров А. О.[ru].  — 1892. — 96 с. — 8100 прим. Архівовано з джерела 27 серпня 2021 (рос.)
70. Бекетова М. А.[ru].  — 1892. — 80 с. — 8100 прим. Архівовано з джерела 27 серпня 2021 (рос.)
71. Бєлоголовий М. А.[ru].  — 1892. — 80 с. — 8100 прим. Архівовано з джерела 28 серпня 2021 (рос.)
72. Ватсон М. В.  — 1892. — 80 с. — 8100 прим. Архівовано з джерела 28 серпня 2021 (рос.)
73. Вейнберг П. І.  — 1891. — 112 с. — 8100 прим. Архівовано з джерела 28 серпня 2021 (рос.)
  - Перевидання: 2-е (1903)
74. Давидова Л. К.  — 1892. — 96 с. — 8100 прим. Архівовано з джерела 28 серпня 2021 (рос.)
75. Давидова М. А.  — 1892. — 78 с. — 8100 прим. Архівовано з джерела 28 серпня 2021 (рос.)
76. Каменський А. В.  — 1892. — 88 с. — 8100 прим. Архівовано з джерела 28 серпня 2021 (рос.)
77. Каменський А. В. Данієль Дефо, автор «Робінзона Крузо»: Його життя та літературна діяльність. — 1892. — 76 с. — 8100 прим. (рос.)
78. Литвинова Є. Ф.  — 1892. — 80 с. — 8100 прим. Архівовано з джерела 28 серпня 2021 (рос.)
79. Литвинова Є. Ф.  — 1892. — 80 с. — 8100 прим. Архівовано з джерела 28 серпня 2021 (рос.)
80. Литвинова Є. Ф.  — 1892. — 80 с. — 8100 прим. Архівовано з джерела 28 серпня 2021 (рос.)
81. Львович-Костриця О. Ю.[ru].  — 1892. — 88 с. — 8100 прим. Архівовано з джерела 28 серпня 2021 (рос.)
  - Перевидання: 2-е (1912)
82. Огарков В. В.  — 1892. — 96 с. — 8100 прим. Архівовано з джерела 28 серпня 2021 (рос.)
83. Огарков В. В.  — 1892. — 80 с. — 8100 прим. Архівовано з джерела 28 серпня 2021 (рос.)
84. Порозовська Б. Д.  — 1892. — 96 с. — 8100 прим. Архівовано з джерела 28 серпня 2021 (рос.)
85. Сементковський Р. І.[ru].  — 1892. — 80 с. — 8100 прим. Архівовано з джерела 28 серпня 2021 (рос.)
86. Соловйов Є. А.  — 1891. — 80 с. — 8100 прим. Архівовано з джерела 28 серпня 2021 (рос.)
87. Туган-Барановський М. І.  — 1892. — 88 с. — 8100 прим. Архівовано з джерела 28 серпня 2021 (рос.)
88. Усова С. Є.  — 1892. — 80 с. — 8100 прим. Архівовано з джерела 28 серпня 2021 (рос.)
89. Філіппов М. М.  — 1892. — 88 с. — 8100 прим. Архівовано з джерела 28 серпня 2021 (рос.)
90. Філіппов М. М.  — 1892. — 80 с. — 8100 прим. Архівовано з джерела 28 серпня 2021 (рос.)
91. Цомакіон А. І.  — 1892. — 112 с. — 8100 прим. Архівовано з джерела 28 серпня 2021 (рос.)
92. Енгельгардт М. О.  — 1892. — 76 с. — 8100 прим. Архівовано з джерела 28 серпня 2021 (рос.)
93. Енгельгардт М. О.  — 1892. — 72 с. — 8100 прим. Архівовано з джерела 28 серпня 2021 (рос.)
94. Южаков С. М.  — 1891. — 90 с. — 8100 прим. Архівовано з джерела 28 серпня 2021 (рос.)
95. Ярцев О. О.  — 1892. — 96 с. — 8100 прим. Архівовано з джерела 28 серпня 2021 (рос.)
96. Абрамов Я. В.  — 1893. — 88 с. — 8100 прим. Архівовано з джерела 28 серпня 2021 (рос.)
97. Абрамов Я. В.  — 1893. — 80 с. — 8100 прим. Архівовано з джерела 28 серпня 2021 (рос.)
98. Базунов С. О.  — 1893. — 88 с. — 8100 прим. Архівовано з джерела 28 серпня 2021 (рос.)
99. Барро М. В.  — 1893. — 80 с. — 8100 прим. Архівовано з джерела 28 серпня 2021 (рос.)
  - Перевидання: 2-е (1894)
100. Барро М. В.  — 1893. — 78 с. — ??? прим. Архівовано з джерела 28 серпня 2021 (рос.)
101. Бриліант С. М.  — 1893. — 80 с. — 8100 прим. Архівовано з джерела 28 серпня 2021 (рос.)
102. Буринський В. Ф.  — 1893. — 80 с. — 8100 прим. Архівовано з джерела 28 серпня 2021 (рос.)
103. Ватсон Е. К. Артур Шопенгауер: Його життя та наукова діяльність. — 2-е вид. — 1893. — 72 с. — ??? прим. (рос.)
104. Давідов І. А.  — 1893. — 80 с. — 8100 прим. Архівовано з джерела 28 серпня 2021 (рос.)
105. Давидова М. А.  — 1893. — 80 с. — 8100 прим. Архівовано з джерела 28 серпня 2021 (рос.)
106. Дітеріхс Л. К. Василь Перов: Його життя та художня діяльність. — 1893. — 80 с. — 8100 прим. (рос.)
107. Дітеріхс Л. К.  — 1893. — 78 с. — 8100 прим. Архівовано з джерела 28 серпня 2021 (рос.)
108. Каменський А. В.  — 1893. — 104 с. — 8100 прим. Архівовано з джерела 28 серпня 2021 (рос.)
109. Каренін І. М.  — 1893. — 96 с. — 8100 прим. Архівовано з джерела 29 серпня 2021 (рос.)
110. Левенсон П. Я.[ru].  — 1893. — 96 с. — 8100 прим. Архівовано з джерела 29 серпня 2021 (рос.)
111. Литвинова Є. Ф.  — 1893. — 84 с. — 8100 прим. Архівовано з джерела 29 серпня 2021 (рос.)
112. Маліс Ю. Г.  — 1893. — 96 с. — 8100 прим. Архівовано з джерела 29 серпня 2021 (рос.)
113. Ніконов О. А.  — 1893. — 84 с. — 8100 прим. Архівовано з джерела 29 серпня 2021 (рос.)
114. Огарков В. В. Катерина Дашкова: Її життя та громадська діяльність. — 1893. — 84 с. — 8100 прим. (рос.)
115. Паєвська А. М. Віктор Гюго: Його життя та літературна діяльність. — 2-е вид. — 1893. — 80 с. — ??? прим. (рос.)
116. Песковський М. Л.[ru].  — 1893. — 96 с. — 8100 прим. Архівовано з джерела 29 серпня 2021 (рос.)
117. Песковський М. Л.  — 1893. — 80 с. — 8100 прим. Архівовано з джерела 29 серпня 2021 (рос.)
118. Порозовська Б. Д.  — 1893. — 96 с. — 8100 прим. Архівовано з джерела 29 серпня 2021 (рос.)
119. Ранцов В. Л.  — 1893. — 80 с. — 8100 прим. Архівовано з джерела 29 серпня 2021 (рос.)
120. Сабініна М. В.  — 1893. — 80 с. — 8100 прим. Архівовано з джерела 29 серпня 2021 (рос.)
121. Сементковський Р. І.  — 1893. — 96 с. — 8100 прим. Архівовано з джерела 29 серпня 2021 (рос.)
122. Сементковський Р. І.  — 1893. — 96 с. — ??? прим. Архівовано з джерела 29 серпня 2021 (рос.)
123. Сивицький Ф. Ю.  — 1893. — 80 с. — 8100 прим. Архівовано з джерела 29 серпня 2021 (рос.)
124. Скабичевський О. М.  — 1893. — 88 с. — 8100 прим. Архівовано з джерела 29 серпня 2021 (рос.)
125. Соловйов Є. А.  — 1893. — 88 с. — 8100 прим. Архівовано з джерела 29 серпня 2021 (рос.)
126. Соловйов Є. А.  — 1893. — 100 с. — 8100 прим. Архівовано з джерела 29 серпня 2021 (рос.)
127. Соловйов Є. А.  — 1893. — 160 с. — 8100 прим. Архівовано з джерела 29 серпня 2021 (рос.)
  - Перевидання: 2-е (1894) • 3-є (1899)
128. Філіппов М. М.  — 1893. — 88 с. — 8100 прим. Архівовано з джерела 29 серпня 2021 (рос.)
129. Філіппов М. М. Готфрід Вільгельм Лейбніц: Його життя та діяльність: громадська, наукова та філософська. — 1893. — 96 с. — 8100 прим. (рос.)
130. Холодковський М. О.  — 1893. — 80 с. — 8000 прим. Архівовано з джерела 29 серпня 2021 (рос.)
131. Шеллер (Михайлов) О. К.[ru].  — 1893. — 80 с. — 8100 прим. Архівовано з джерела 29 серпня 2021 (рос.)
132. Енгельгардт М. О.  — 2-е вид. — 1893. — 80 с. — 8100 прим. Архівовано з джерела 29 серпня 2021 (рос.)
133. Енгельгардт М. О.  — 1892. — 80 с. — 8000 прим. Архівовано з джерела 29 серпня 2021 (рос.)
134. Ярцев О. О.  — 1893. — 96 с. — 8100 прим. Архівовано з джерела 28 серпня 2021 (рос.)
135. Анненська О. М. Микола Гоголь: Його життя та літературна діяльність. — 2-е вид. — 1894. — 80 с. — ??? прим. (рос.)
136. Анненська О. М.  — 1894. — 80 с. — 8100 прим. Архівовано з джерела 29 серпня 2021 (рос.)
137. Базунов С. О.  — 1894. — 80 с. — ??? прим. Архівовано з джерела 29 серпня 2021 (рос.)
138. Базунов С. О.  — 1894. — 80 с. — ??? прим. Архівовано з джерела 29 серпня 2021 (рос.)
139. Барро М. В. Фердинанд де Лессепс: Його життя та діяльність. — 2-е вид. — 1894. — 80 с. — ??? прим. (рос.)
140. Барро М. В.  — 1894. — 80 с. — 8100 прим. Архівовано з джерела 29 серпня 2021 (рос.)
141. Безобразов П. В.  — 1894. — 80 с. — 8100 прим. Архівовано з джерела 29 серпня 2021 (рос.)
142. Биков О. О.  — 2-е вид. — 1894. — 106 с. — ??? прим. Архівовано з джерела 29 серпня 2021 (рос.)
143. Васильєв В.  — 1894. — 80 с. — 8100 прим. Архівовано з джерела 29 серпня 2021 (рос.)
144. Грімм Е. Д.[ru].  — 1894. — 96 с. — 8100 прим. Архівовано з джерела 29 серпня 2021 (рос.)
145. Калініна А. М.  — 1894. — 80 с. — 8100 прим. Архівовано з джерела 29 серпня 2021 (рос.)
146. Литвинова Є. Ф.  — 1894. — 80 с. — 8100 прим. Архівовано з джерела 29 серпня 2021 (рос.)
147. Литвинова Є. Ф.  — 1894. — 80 с. — 8100 прим. Архівовано з джерела 29 серпня 2021 (рос.)
148. Мякотін В. О.  — 1894. — 160 с. — 8100 прим. Архівовано з джерела 29 серпня 2021 (рос.)
  - Перевидання: 2-е (1906) • 3-є (1913) • 4-е (1917)
149. Огарков В. В.  — 1894. — 80 с. — 8100 прим. Архівовано з джерела 29 серпня 2021 (рос.)
150. Протопопов М. О.  — 2-е вид. — 1894. — 78 с. — ??? прим. Архівовано з джерела 29 серпня 2021 (рос.)
151. Райхесберг Н. І.  — 1894. — 84 с. — 8100 прим. Архівовано з джерела 30 серпня 2021 (рос.)
152. Скабичевський О. М.  — 1894. — 96 с. — 8100 прим. Архівовано з джерела 30 серпня 2021 (рос.)
153. Скабичевський О. М.  — 1894. — 96 с. — 8100 прим. Архівовано з джерела 30 серпня 2021 (рос.)
  - Перевидання: 2-е (1901)
154. Соловйов Є. А.  — 1894. — 80 с. — 8100 прим. Архівовано з джерела 30 серпня 2021 (рос.)
155. Соловйов Є. А.  — 1894. — 80 с. — 8100 прим. Архівовано з джерела 30 серпня 2021 (рос.)
156. Соловйов Є. А.  — 2-е вид., доп. — 1894. — 160 с. — ??? прим. Архівовано з джерела 30 серпня 2021 (рос.)
157. Соловйов Є. А. Ротшильди: Їх життя та капіталістична діяльність. — 1894. — 80 с. — 8100 прим. (рос.)
158. Соловйов Є. А. Лев Толстой: Його життя та літературна діяльність. — 1894. — 160 с. — 8100 прим. (рос.)
  - Перевидання: 2-е (1897) • 3-є (1902)
159. Соловйов Є. А.  — 1894. — 96 с. — 8100 прим. Архівовано з джерела 30 серпня 2021 (рос.)
  - Перевидання: 2-е (1904) • 3-є (1915) • 4-е (1922)
160. Філіппов М. М.  — 1894. — 96 с. — 8100 прим. Архівовано з джерела 30 серпня 2021 (рос.)
161. Цомакіон А. І.  — 1894. — 80 с. — 8100 прим. Архівовано з джерела 30 серпня 2021 (рос.)
162. Цомакіон А. І.  — 1894. — 96 с. — 8100 прим. Архівовано з джерела 30 серпня 2021 (рос.)
163. Енгельгардт М. О. Чарлз Дарвін: Його життя та наукова діяльність. — 2-е вид. — 1894. — 75 с. — ??? прим. (рос.)
164. Южаков С. М.  — 1894. — 80 с. — 8100 прим. Архівовано з джерела 30 серпня 2021 (рос.)
165. Яковенко В. І.  — 1894. — 112 с. — 8100 прим. Архівовано з джерела 30 серпня 2021 (рос.)
166. Яковенко В. І.  — 1894. — 88 с. — 8100 прим. Архівовано з джерела 30 серпня 2021 (рос.)
167. Яковенко В. І.  — 1894. — 96 с. — 8100 прим. Архівовано з джерела 30 серпня 2021 (рос.)
168. Яковенко В. І.  — 1894. — 96 с. — 8100 прим. Архівовано з джерела 30 серпня 2021 (рос.)
169. Анненська О. М.  — 1895. — 80 с. — ??? прим. Архівовано з джерела 5 вересня 2021 (рос.)
170. Барро М. В.  — 1895. — 80 с. — 8100 прим. Архівовано з джерела 5 вересня 2021 (рос.)
171. Водовозов М. В.  — 1895. — 94 с. — ??? прим. Архівовано з джерела 5 вересня 2021 (рос.)
172. Годлевський С. Ф.  — 1895. — 160 с. — 8000 прим. Архівовано з джерела 5 вересня 2021 (рос.)
173. Краснов П. М.[ru].  — 1895. — 80 с. — 8100 прим. Архівовано з джерела 5 вересня 2021 (рос.)
174. Литвинова Є. Ф.  — 1895. — 80 с. — 8000 прим. Архівовано з джерела 5 вересня 2021 (рос.)
175. Паперн Г. А.  — 1895. — 96 с. — 8100 прим. Архівовано з джерела 5 вересня 2021 (рос.)
176. Паперн Г. А.  — 1895. — 100 с. — 8100 прим. Архівовано з джерела 5 вересня 2021 (рос.)
177. Порозовська Б. Д.  — 1895. — 96 с. — 8000 прим. Архівовано з джерела 5 вересня 2021 (рос.)
178. Сементковський Р. І.  — 1895. — 98 с. — 8100 прим. Архівовано з джерела 5 вересня 2021 (рос.)
179. Смирнов В. Д.[ru].  — 1895. — 88 с. — ??? прим. Архівовано з джерела 5 вересня 2021 (рос.)
180. Соловйов Є. А.  — 1895. — 80 с. — 8100 прим. Архівовано з джерела 5 вересня 2021 (рос.)
181. Соловйов Є. А.  — 1895. — 80 с. — 8100 прим. Архівовано з джерела 5 вересня 2021 (рос.)
182. Іванов І. І.  — 1896. — 112 с. — 8100 прим. Архівовано з джерела 5 вересня 2021 (рос.)
183. Классен В. Я.  — 1896. — 160 с. — 8100 прим. Архівовано з джерела 5 вересня 2021 (рос.)
  - Перевидання: 2-е (1899)
184. Кривенко С. М. Михайло Салтиков-Щедрін: Його життя та літературна діяльність. — 2-е вид. — 1896. — 88 с. — 4100 прим. (рос.)
185. Орлов Є.[ru].  — 1896. — 80 с. — 8100 прим. Архівовано з джерела 5 вересня 2021 (рос.)
186. Піменова Е. К.[ru].  — 1896. — 77 с. — ??? прим. Архівовано з джерела 5 вересня 2021 (рос.)
187. Сементковський Р. І.  — 1896. — 88 с. — 8100 прим. Архівовано з джерела 5 вересня 2021 (рос.)
188. Соловйов Є. А. Магомет: Його життя та релігіозне вчення. — 1896. — 80 с. — ??? прим. (рос.)
  - Перевидання: 2-е (1902)
189. Карягін К. М. Конфуцій: Його життя та філософська діяльність. — 2-е вид. — 1897. — 80 с. — ??? прим. (рос.)
190. Карягін К. М. Шак'я-Муні (Будда): Його життя та філософська діяльність. — 2-е вид. — 1897. — 80 с. — ??? прим. (рос.)
191. Мінський М. М.[ru].  — 1897. — 96 с. — ??? прим. Архівовано з джерела 5 вересня 2021 (рос.)
192. Орлов Є.  — 1897. — 80 с. — 8100 прим. Архівовано з джерела 5 вересня 2021 (рос.)
193. Предтеченський Є. О. Галілей: Його життя та наукова діяльність. — 2-е вид. — 1897. — 78 с. — ??? прим. (рос.)
194. Скабичевський О. М. Олександр Пушкін: Його життя та літературна діяльність. — 2-е вид. — 1897. — 80 с. — ??? прим. (рос.)
195. Соловйов Є. А.  — 2-е вид. — 1897. — 160 с. — ??? прим. Архівовано з джерела 6 вересня 2021 (рос.)
196. Енгельгардт М. О.  — 1897. — 96 с. — ??? прим. Архівовано з джерела 6 вересня 2021 (рос.)
197. Іванов І. М.  — 1898. — 96 с. — 8100 прим. Архівовано з джерела 6 вересня 2021 (рос.)
198. Орлов Є.  — 1898. — 88 с. — 8000 прим. Архівовано з джерела 6 вересня 2021 (рос.)
199. Орлов Є.  — 1898. — 96 с. — ??? прим. Архівовано з джерела 6 вересня 2021 (рос.)
200. Порозовська Б. Д.  — 1898. — 112 с. — 8100 прим. Архівовано з джерела 6 вересня 2021 (рос.)
201. Смирнов В. Д. Олександр Герцен: Його життя та літературна діяльність. — 1898. — 160 с. — 8100 прим. (рос.)
  - Перевидання: 2-е (1905)
202. Соловйов Є. А. Федір Достоєвський: Його життя та літературна діяльність. — 2-е вид. — 1898. — 96 с. (рос.)
203. Чепинський В. В.  — 1898. — 96 с. — 8000 прим. Архівовано з джерела 6 вересня 2021 (рос.)
204. Классен В. Я.  — 2-е вид. — 1899. — 160 с. — ??? прим. Архівовано з джерела 6 вересня 2021 (рос.)
205. Маліс Ю. Г.  — 1899. — 80 с. — 8000 прим. Архівовано з джерела 6 вересня 2021 (рос.)
206. Песковський М. Л.  — 1899. — 80 с. — 8100 прим. Архівовано з джерела 6 вересня 2021 (рос.)
207. Порозовська Б. Д.  — 2-е вид. — 1899. — 104 с. — ??? прим. Архівовано з джерела 26 серпня 2021 (рос.)
208. Скабичевський О. М. Олександр Пушкін: Його життя та літературна діяльність. — 3-є вид. — 1899. — 80 с. — ??? прим. (рос.)
209. Соловйов Є. А.  — 3-є вид. — 1899. — 160 с. — ??? прим. Архівовано з джерела 29 серпня 2021 (рос.)

### 1900—1915
Після смерті Павленкова видання серії продовжувалось до 1915 виконавцями його заповіту. За цей період вийшло ще 32 випуски (5 нових та 27 перевидань).
1. Іванов І. І. Олександр Островський: Його життя та літературна діяльність. — 1900. — 100 с. — 8100 прим. (рос.)
2. Трачевський О. С.  — 1900. — 112 с. — ??? прим. Архівовано з джерела 7 вересня 2021 (рос.)
3. Енгельгардт М. О.  — 2-е вид. — 1900. — 80 с. — ??? прим. Архівовано з джерела 7 вересня 2021 (рос.)
4. Бриліант С. М.  — 2-е вид. — 1901. — 88 с. — ??? прим. Архівовано з джерела 7 вересня 2021 (рос.)
5. Скабичевський О. М.  — 2-е вид. — 1901. — 96 с. — ??? прим. Архівовано з джерела 9 вересня 2021 (рос.)
6. Биков О. О. Патріарх Никон: Його життя та громадська діяльність. — 2-е вид. — 1902. — 96 с. — ??? прим. (рос.)
7. Ватсон М. В. Данте: Його життя та літературна діяльність. — 2-е вид. — 1902. — 96 с. — ??? прим. (рос.)
8. Давидова М. А. Вольфганг Амадей Моцарт: Його життя та музична діяльність. — 2-е вид. — 1902. — 72 с. — ??? прим. (рос.)
9. Соловйов Є. А.  — 2-е вид. — 1902. — 80 с. — ??? прим. Архівовано з джерела 5 вересня 2021 (рос.)
10. Соловйов Є. А.  — 3-є вид. — 1902. — 160 с. — ??? прим. Архівовано з джерела 6 вересня 2021 (рос.)
11. Філіппов М. М.  — 2-е вид. — 1902. — 72 с. — ??? прим. Архівовано з джерела 9 вересня 2021 (рос.)
12. Холодковський М. О. Йоганн Вольфганг Гете: Його життя та літературна діяльність. — 2-е вид. — 1902. — 96 с. — ??? прим. (рос.)
13. Анненська О. М. Микола Гоголь: Його життя та літературна діяльність. — 3-є вид. — 1903. — 80 с. — ??? прим. (рос.)
14. Вейнберг П. І. Генріх Гейне: Його життя та літературна діяльність. — 2-е вид. — 1903. — 112 с. — ??? прим. (рос.)
15. Александров М. М. Джордж Гордон Байрон: Його життя та літературна діяльність. — 2-е вид. — 1904. — 96 с. — ??? прим. (рос.)
16. Карягін К. М. Шак'я-Муні (Будда): Його життя та філософська діяльність. — 3-є вид. — 1904. — 80 с. — ??? прим. (рос.)
17. Соловйов Є. А.  — 2-е вид. — 1904. — 96 с. — ??? прим. Архівовано з джерела 9 вересня 2021 (рос.)
18. Інсаров Х. Г. Клемент фон Меттерніх: Його життя та політична діяльність. — 1905. — 112 с. — ??? прим. (рос.)
19. Скабичевський О. М. Михайло Лермонтов: Його життя та літературна діяльність. — 2-е вид. — 1905. — 100 с. — ??? прим. (рос.)
20. Смирнов В. Д.  — 2-е вид. — 1905. — 160 с. — ??? прим. Архівовано з джерела 6 вересня 2021 (рос.)
21. Мякотін В. О. Протопоп Аввакум: Його життя та діяльність. — 2-е вид. — 1906. — 160 с. — ??? прим. (рос.)
22. Якубович П. П. (Мельшин Л.).  — 1907. — 96 с. — ??? прим. Архівовано з джерела 10 вересня 2021 (рос.)
23. Скабичевський О. М. Олександр Пушкін: Його життя та літературна діяльність. — 4-е вид. — 1909. — 80 с. — ??? прим. (рос.)
24. Анненська О. М. Микола Гоголь: Його життя та літературна діяльність. — 4-е вид. — 1910. — 80 с. — ??? прим. (рос.)
25. Львович-Костриця О. Ю. Михайло Ломоносов: Його життя, наукова, літературна та громадська діяльність. — 2-е вид. — 1912. — 88 с. — ??? прим. (рос.)
26. Скабичевський О. М.  — 3-є вид. — 1912. — 100 с. — ??? прим. Архівовано з джерела 10 вересня 2021 (рос.)
27. Соловйов Є. А.  — 3-є вид. — 1912. — 96 с. — ??? прим. Архівовано з джерела 10 вересня 2021 (рос.)
28. Мякотін В. О. Протопоп Аввакум: Його життя та діяльність. — 3-є вид. — 1913. — 160 с. — ??? прим. (рос.)

 Скабичевський О. М. Олександр Пушкін: Його життя та літературна діяльність. — 5-е вид. — 1914. — 80 с. — ??? прим. (рос.)
1. Анненська О. М. Микола Гоголь: Його життя та літературна діяльність. — 5-е вид. — 1914. — 80 с. — ??? прим. (рос.)
2. Кривенко С. М. Михайло Салтиков-Щедрін: Його життя та літературна діяльність. — 3-є вид. — 1914. — 88 с. — ??? прим. (рос.)
3. Соловйов Є. А. Іван Тургенєв: Його життя та літературна діяльність. — 3-є вид. — 1915. — 96 с. — ??? прим. (рос.)

### 1917—1924
«Каталог ЖЗЛ. 1890—2010» включає до «павлєнківської» серії ще чотири перевидання випусків, що побачили світ після 1915.
Видання за № 242—243 формально належали до серії «Життя чудових людей (Російські письменники)». 1922 року в цій серії також був перевиданий біографічний нарис П. Якубовича про Миколу Некрасова, який 1907 року вже виходив у «Біографічній бібліотеці Ф. Павленкова». Проте, з невідомих причин це перевидання не ввійшло до переліку «павлєнківських» видань за «Каталогом ЖЗЛ. 1890—2010».
1. Мякотін В. О. Протопоп Аввакум: Його життя та діяльність. — 4-е вид. — 1917. — 144 с. — ??? прим. (рос.)
2. Соловйов Є. А. Іван Тургенєв: Його життя та літературна діяльність. — 4-е вид. — Казань : Держ. вид-во Тат. АРСР, 1922. — 96 с. — ??? прим. (рос.)
3. Соловйов Є. А. Федір Достоєвський: Його життя та літературна діяльність. — 3-е вид. — Казань : Молоді сили, 1922. — 96 с. — ??? прим. (рос.)
4. Скабичевський О. М. Олександр Пушкін: Його життя та літературна діяльність. — 5-е вид. — 1924. — 80 с. — ??? прим. (рос.)